# Jonathan Pereira (Fußballspieler)
Jonathan Pereira Rodríguez (* 12. Mai 1987 in Vigo) ist ein ehemaliger spanischer Fußballspieler.

## Karriere
Pereira begann seine Karriere in der Jugendmannschaft von UD Santa Mariña. 2002 wechselte er in die Jugendabteilung des FC Villarreal, wo er 2004 in die zweite Mannschaft geholt wurde. Nach zwei Saisonen in der Tercera Division, kam Pereira in der Saison 2006/07 in den Kader der ersten Mannschaft. Nebenher spielte er noch in der B-Mannschaft, die den Aufstieg in die Segunda Division B schaffte. Sein Debüt in der höchsten spanischen Spielklasse gab der Stürmer am 21. Oktober 2006 gegen UD Levante. Pereira erzielte beim Unentschieden das 1:1, wobei er erst eine Minute zuvor eingewechselt wurde. Weiters erhielt er eine gelbe Karte.
Pereira gab in dieser Saison auch sein Debüt auf europäischer Klubebene. Im UI-Cup kam er gegen den Vertreter aus Slowenien NK Maribor am 22. Juli 2006 in der 82. Minute für Cani ins Spiel. Das Spiel in Maribor endete 1:1. Am Ende der Saison wurde Villarreal Fünfter der Liga.
In der Saison 2007/08 wurde Pereira an Racing de Ferrol in die zweithöchste Spielklasse verliehen. Der Verein stieg mit dem Stürmer ab. In der darauffolgenden Saison folgte eine weitere Leihe. Diesmal spielte Pereira bei Racing Santander in der Primera Divisíon und war dort Stammspieler. Man wurde Zwölfter der Liga.
Zum Anfang der Saison 2009/10 kehrte er zum FC Villarreal zurück. Nach einer Herbstsaison kam dann der endgültige Abschied vom FC und der Spanier wechselte zu Betis Sevilla, wiederum in die zweithöchste Spielklasse Spaniens.
Zum 1. Januar 2013 kehre Pereira zum FC Villarreal in die zweite Liga zurück und schaffte dort den Wiederaufstieg.
International spielte er bisher nur für die Jugendauswahlen seines Heimatlandes. Pereira Rodríguez nahm an der U-21-Fußball-Europameisterschaft 2009 in Schweden teil. Er kam im letzten Gruppenspiel gegen Finnland in der 68. Minute ins Spiel. Das Spiel in Göteborg wurde 2:0 gewonnen. Spanien schied jedoch als Gruppendritter hinter Deutschland und England aus.
Nach seiner Entlassung beim FC Villarreal spielte Pereira für CD Lugo, Real Oviedo und AD Alcorcón, jeweils in der zweiten Liga. Am 28. Juli 2019 unterzeichnete er einen Zweijahresvertrag bei Gimnàstic de Tarragona, welcher kurz vorher in die Segunda División B abgestiegen war.
Pereira löste seinen Vertrag mit Gimnàstic de Tarragona am 1. Februar 2021 auf, nachdem er in der Saison 2020–21 aufgrund einer Hüftverletzung nicht für den Verein gespielt hatte. Danach zog er sich aus dem Profifußball zurück und wechselte zu seinem Jugendverein UD Santa Mariña, wo er zunächst zwei Jahre lang als Trainer und später als Teamkoordinator tätig war.

## Erfolge
- Aufstieg in die höchste spanische Spielklasse 2011